# Johann Bernhard Christoph Eichmann
Johann Bernhard Christoph Eichmann (* 1. Oktober 1748 in Weimar; † 16. Januar 1817 in Altenburg) war ein deutscher Jurist.

## Leben
Johann Bernhard Christoph Eichmann wurde 1748 in Weimar geboren und besuchte dort ein Gymnasium. Ab 1767 studierte er an der Universität Jena Jura und erhielt im Jahr 1772 den Doktor-Titel in Jura. Danach war er als Hofgerichts-Advokat tätig. Vier Jahre später wurde Eichmann außerordentlicher Professor der Rechte. 1782 wurde er Schöffe und zugleich Syndikus. Nach Altenburg wurde Johann Bernhard Eichmann im Jahr 1786 als Regierungsrat berufen. Dort wurde er im Jahre 1797 Konsistorialrat und später auch Vizepräsident des Rates.
In Altenburg verweilte er bis zu seinem Tod am 16. Januar 1817. Er war verheiratet mit Friederike, geb. Sonneschmid (* 1759; † 26. Dezember 1822), und hinterließ neben seiner Witwe sieben Kinder, darunter einen Sohn, Karl Eichmann, zwei verheiratete Töchter: Louise Matthaei (* 16. April 1782; † 1833), seit 1803 Ehefrau des und Gymnasialdirektors am Friedrichgymnasium in Altenburg, August Heinrich Matthiä, und Amalie Asverus, die Ehefrau des Kommissionsrats und Abgeordneten im Weimarischen Landtag von 1823, Emil Ludwig Asverus auf Guthmannshausen, sowie die zum Zeitpunkt seines Todes noch unmündigen Kinder Charlotte Eichmann, Isabella Angelica Eichmann, am 27. April 1828 verheiratet mit Christian Friedrich Illgen, Friedrich August Eichmann, 1823 Kandidat der Rechte, und Otto Eichmann.

## Werke
- Erklärungen des bürgerlichen Rechts nach Anleitung des Hellfeldischen Lehrbuchs der Pandecten (fünf Teile; 1779 bis 1799)
- Rechtliche Bemerkungen und Ausführungen (1802)